# Кягмозеро
Кягмозеро — озеро на территории Поповпорожского сельского поселения Сегежского района Республики Карелии.

## Общие сведения
Площадь озера — 1,5 км², площадь водосборного бассейна — 175 км². Располагается на высоте 111,0 метров над уровнем моря.
Форма озера продолговатая: вытянуто с северо-запада на юго-восток. Берега каменисто-песчаные, местами заболоченные.
Через озеро протекает река Кягма, вытекающая из Барбозера и впадающая в реку Сегежу, которая, в свою очередь, впадает в Выгозеро.
К озеру подходит автозимник.
Код объекта в государственном водном реестре — 02020001211102000007856.